# Ariadna murphyi
Ariadna murphyi là một loài nhện trong họ Segestriidae.
Loài này thuộc chi Ariadna. Ariadna murphyi được Ralph Vary Chamberlin miêu tả năm 1920.